# Jijia
La Jijia est une rivière de l'Ouest de l'Ukraine et du Nord-Est de la Roumanie. Elle prend sa source dans les Carpates orientales et est le principal affluent du Prout, lui-même affluent du Danube.

## Géographie
La Jijia est une rivière de la région roumaine de Moldavie, qui nait en Ukraine à une altitude de 410 m dans les Carpates ukrainiennes. Elle fait partie du bassin hydrographique du Danube.
Elle s'écoule en direction du sud dans le județ de Botoșani jusqu'à la ville de Dorohoi et rencontre la rivière Prout à Gorban dans le județ de Iași.
Elle a une longueur de 275 km et un bassin de 5 757 km2.

## Affluents
Les rivières suivantes sont des affluents de la rivière Jijia (de la source à la confluence) :
- affluents gauche: Tinca, Pârâul lui Martin, Bezerc, Putreda, Tălpeni, Săvescu, Ibăneasa, Ghițălăria, Buzunosu, Găinăria, Guranda, Gard, Mihăiasa, Ciornohal, Glăvănești, Iepureni, Hărbărău, Puturosul, Pop, Frasin ;
- affluents droit : Buhai, La Iazul cel Mare, Părul, Valea Iazurilor, Lunca, Drâslea, Sitna, Aluza, Miletin, Jijioara, Jirinca, Bahlui, Tamarca, Comarna, Covasna.

## Protection de l'environnement
La réserve naturelle Balta Teiva Vișina (Natura 2000) sur le cours inférieur de la rivière Jijia dans le județ de Iași est une zone humide protégée d'importance internationale présentant des rivières et étangs temporaires, des roselières, des marais herbacés, des pâturages et des buissons. Lors des crues des printemps, cette étendue se transforme parfois en une immense masse d’eau.
On y trouve une grande biodiversité, la région y accueillant globalement 225 espèces d’oiseaux (140 d’entre elles y nichent). En période de migration, on peut y compter plus de 40 000 individus. Les espèces les plus abondantes sont la cigogne blanche , l’oie rieuse, l’oie cendrée et le combattant varié.